# Misumenops delmasi
Misumenops delmasi es una especie de araña cangrejo del género Misumenops, familia Thomisidae. Fue descrita científicamente por Berland en 1927.

## Distribución
Esta especie se encuentra en islas Marquesas.